# Mjölby kyrka
Mjölby kyrka tillhör Mjölby församling i Linköpings stift och ligger centralt i tätorten Mjölby. Kyrkan invigdes år 1779. Efter omfattande renovering exteriört och interiört, återöppnades kyrkan i oktober 2007.  Kyrkorummet präglas av glasmålningar från 1968-1969. 
Kyrkan ligger på en kyrkogård som är terrasserad mot väster och söder. Strax väster om kyrkogården flyter Svartån förbi.

## Kyrkobyggnaden
Kyrkan har en stomme av sten och består av ett rektangulärt långhus med tresidigt kor i öster och ett lågt kyrktorn i väster. Norr om koret finns en vidbyggd sakristia. Ingångar finns vid tornets västra sida och mitt på långhusets södra sida. Långhuset har ett sadeltak som är valmat över koret och sakristian har ett valmat sadeltak. Tornet täcks av en karnissvängd huv som har urverk och kröns med ett kors. Taken är klädda med kopparplåt.

### Ursprungliga kyrkan

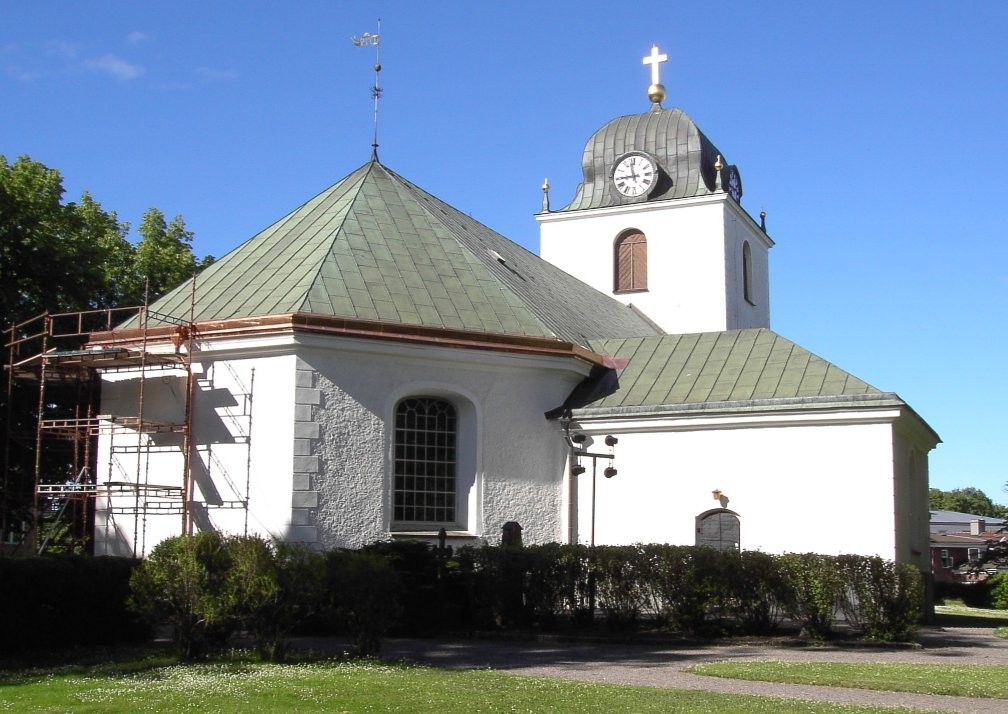
Mjölby kyrka i juni 2005.

Ursprungliga kyrkan uppfördes på 1100-talet och var från början byggd av kalksten och delvis gråsten. Dess ursprungliga planform är okänd. 1686 utökades kyrkan på norra sidan med en fyrkantig utbyggnad av trä. 1751 uppfördes en tornspira för kyrkklockorna som tidigare hade hängt i en klockstapel.
28 maj 1771 eldhärjades kyrkan, prästgården och kyrkbyn. Prästgårdens arkiv brann upp. Merparten av kyrkorummets inventarier förstördes. Med undantag för tornet revs hela kyrkan.

### Nuvarande kyrka
Nuvarande kyrka uppfördes åren 1772-1777 av mur- och byggmästare Peter Östberg efter ritningar från Överintendentsämbetet. Ett nytt långhus av tegel byggdes och det medeltida tornet av gråsten och kalksten återanvändes. Tornet fick en kvadratisk planform och blev sannolikt utbyggt åt öster. 26 juni 1779 invigdes den nya kyrkan. 1790 sattes tornuret upp. En omfattande renovering genomfördes åren 1906-1907 efter program av arkitekt Agi Lindegren. Yttertaket spånbeläggning ersattes av järnplåt och kyrkorummet försågs med ett kassettak. Predikstolen byggdes om, målades och förgylldes. En ombyggnad genomfördes 1944 efter program av arkitekt Kurt von Schmalensee. Kyrkorummets kassettak ersattes med ett slätt tunnvalv och sakristian fick sin nuvarande form. År 1958 ersattes yttertakets järnplåt med kopparplåt. 1968 fick korfönstren glasmålningar komponerade av Charles Crodel i München.
Kyrkan har genomgått renovering, både invändigt och utvändigt. Under tiden då kyrkan renoverades invändigt hölls församlingens gudstjänster i församlingshemmet. Utvändigt återfick kyrkan den färg den hade vid renoveringen 1906. Kyrkan återöppnades i oktober 2007 av biskop Martin Lind .

## Inventarier
- Altartavlan är målad av en okänd konstnär och har motivet Jesus i Getsemane.[3] En replik skall ha funnits i Änkhusförsamlingens kyrka i Stockholm.[källa behövs]
- Dopfuntens cuppa är tillverkad av kalksten. Den har utsmyckningar av blommor, fåglar och växter i lågrelief. Den tillhör en typ funter som är tillverkade på 1660–1670-talen i Skänninge och Vadstena. [3]
- Tre medeltida mässhakar finns bevarade (i mer eller mindre skadat skick) i Statens historiska museum.
- Predikstolen är samtida med nuvarande kyrka.
- På kyrkorummets södra vägg hänger ett krucifix som är snidat på 1930-talet av bildhuggaren W. Enelius i Linköping.[3]
- I tornet hänger tre kyrkklockor. Storklockan är gjuten 1772 av Elias Annell, Norrköping och väger omkring 750 kg. Mellanklockan från år 1702 är omgjuten av Annell till nuvarande kyrka och väger omkring 400 kg. Lillklockan är omgjuten 1905 av Bergholtz klockgjuteri och kommer ursprungligen från Sörby kyrka. Den väger omkring 320 kg. Kyrkans alla tre klockor är upphängda i rak axel.
- Nattvardskalk i silver med en sexflikig fot. Klkens fot är tillverkad av Samuel Presser, Linköping.[3]
- Paté i silver.[3]
- Oblatask av Valentin Lennartsson Wefwer, Linköping.[3]
- Vinkanna från 1810 av Nils Tornberg, Linköping.[3]
- Dryckeskanna i silver från Augsburg. Den skänktes till kyrkan av Samuel Ehrenkrona, Hulterstad.[3]
- Brudkrona i 1600-tals stil, tillverkad 1769 av Samuel Presser, Linköping.[3]

### Ljusredskap
- Tolvarmad ljuskrona med inskription. Den skänktes 1676 av Sven Schilling och Anna Wiens.[3]
- Malmljusstake från medeltiden.[3]

### Textiler
- Mässhake i röd sammet från 1779 med guldgaloner. Den bär bokstäverna C.G.E. U.V.S. som står för Carl Gustaf Ehrenkrona och Ulrika von Schwerin på Hulterstad.[3]
- Mässhake i röd sammet från 1700-talet.[3]
- Mässhake i röd sammet från 1800-talet.[3]
- Mässhake i grön färg, som skänktes av söndagsskolebarn.[3]
- Två mässhakar i vit damast, tillverkad 1942 på Libraria.[3]
- Två mässhakar i volett mönstrad siden, tillverkad 1945 på Ersta.[3]
- En broderad altarbrun, tillverkad 1944 på Ersta.[3]
- Antipendier i olika liturgiska färger.[3]
- En kormatta och en dopmatta.[3]

### Orgel
- 1715 byggde Magnus Callander en orgel med 8 stämmor. Den kostade 1469 daler.[4]
- 1776 byggde Lars Strömblad en orgel med 10 stämmor. Den flyttades till Heda kyrka.
- År 1859 satte man in ett orgelverk byggt av Sven Nordström i Flisby som hade 22 stämmor och två manualer. Som fick ersätta den gamla. En omfattande renovering gjordes 1906–1907 då orgelläktaren byggdes ut och fick en ny barriär.
- Hösten 1944 byggde Olof Hammarberg, Göteborg en pneumatisk orgel med tre manualer och 35 stämmor. 17 stämmor som användes till orgeln var från 1859 års orgel av Nordström. En del av Nordströms stämmor gjordes om och kompletterades. Till bland annat Fugara 8' gjordes en ny bas (C-B) av täckta zinkpipor och Flöjt amabile gjordes om till Kvinta 2 2⁄3'. Dispositionen gjordes tillsammans med musikdirektör Nils Eriksson, Norrköping. Orgeln invigdes första advent samma år.

| Manual I C-g3        | Manual II C-3g                               | Manual III C-g3         | Pedal C-f1                                 | Koppel   | Övrigt                                     |
| Borduna 16' (1859)   | Rörflöjt 8'                                  | Gedakt 16'              | Subbas 16' (1859)                          | I/P      | Tutti kombination                          |
| Principal 8' (1859)  | Kvintadena 8' (gemensam bas med Rörflöjt 8') | Hornprincipal 8' (1859) | Ekobas 16' (transmitterad från Gedakt 16') | II/P     | AP                                         |
| Spetsgamba 8'        | Gemshorn 4'                                  | Fugara 8' (1859)        | Oktava 8' (1859)                           | III/P    | Registersvällare från tungstämmor och 16'. |
| Gedakt 8' (1859)     | Spetskvint 2 2⁄3'                            | Gedaktflöjt 8' (1859)   | Gedaktbas 8' (1859)                        | II/I     |                                            |
| Oktava 4' (1859)     | Blockflöjt 2'                                | Principal 4'            | Koralbas 4' (1859)                         | III/I    |                                            |
| Spetsflöjt 4' (1859) | Ters 1 3⁄5'                                  | Rörflöjt 4' (1859)      | Nachthorn 2'                               | III/II   |                                            |
| Oktava 2' (1859)     | Oktava 1'                                    | Kvinta 2 2⁄3' (1859)    | Basun 16' (1859)                           | I 4´/I   |                                            |
| Mixtur 5 chor (1859) | Regal 8'                                     | Valdflöjt 2'            | Trumpet 4'                                 | III 4'/I |                                            |
| Trumpet 8'           | Tremulant                                    | Scharf 4 chor           |                                            | II 4'/P  |                                            |
|                      | Crescendosvällare                            | Oboe 8'                 |                                            |          |                                            |
|                      |                                              | Tremulant               |                                            |          |                                            |
|                      |                                              | Crescendosvällare       |                                            |          |                                            |

- Den nuvarande mekaniska orgeln med 28 stämmor byggdes 1989 av A. Mårtenssons Orgelfabrik, Lund. Fasaden är från 1859 års orgel. Den har följande disposition:[5][6]

| Huvudverk I C-g3     | Svällverk II C-g3          | Pedal C-f1            | Koppel |
| Borduna 16’ (1859)   | Corno di Basetto 8’ (1859) | Subbas 16’ (1859)     | II/I   |
| Principal 8’ (1859   | Fugara 8’ (1859)           | Kvinta 10 2⁄3’ (1859) | I/P    |
| Gedackt 8’ (1859)    | Voix celeste 8’            | Principal 8’ (1859)   | II/P   |
| Flöjt amabile 8’     | Flöjt 8’ (1859)            | Borduna 8’ (1859)     |        |
| Oktava 4’ (1859)     | Principal 4’               | Oktava 4’ (1859)      |        |
| Spetsflöjt 4’ (1859) | Rörflöjt 4’ (1859)         | Basun 16’ (1859)      |        |
| Oktava 2’            | Waldflöjt 2’ (1859)        |                       |        |
| Scharf 2-3 ch (1859) | Kvint 1 1⁄3’               |                       |        |
| Kornett 3 ch         | Mixtur 3 ch                |                       |        |
| Trumpet 8’           | Fagott 16’                 |                       |        |
|                      | Oboe 8’                    |                       |        |
|                      | Clairon 4’                 |                       |        |
|                      | Tremulant                  |                       |        |
|                      | Crescendosvällare          |                       |        |

#### Kororgel
Kororgeln byggdes 1983 av A. Mårtenssons Orgelfabrik, Lund. Orgeln är mekanisk.
| Manual c-g3           | Pedal C-d1     | Koppel  |
| Gedackt 8’            | Trädulcian 16’ | Man/Ped |
| Principal 4’          |                |         |
| Rörpommer 4’          |                |         |
| Waldflöjt 2’          |                |         |
| Piccolo 1’            |                |         |
| Kvartian 2 chor B     |                |         |
| Sesquialtera 2 chor D |                |         |

## Bilder

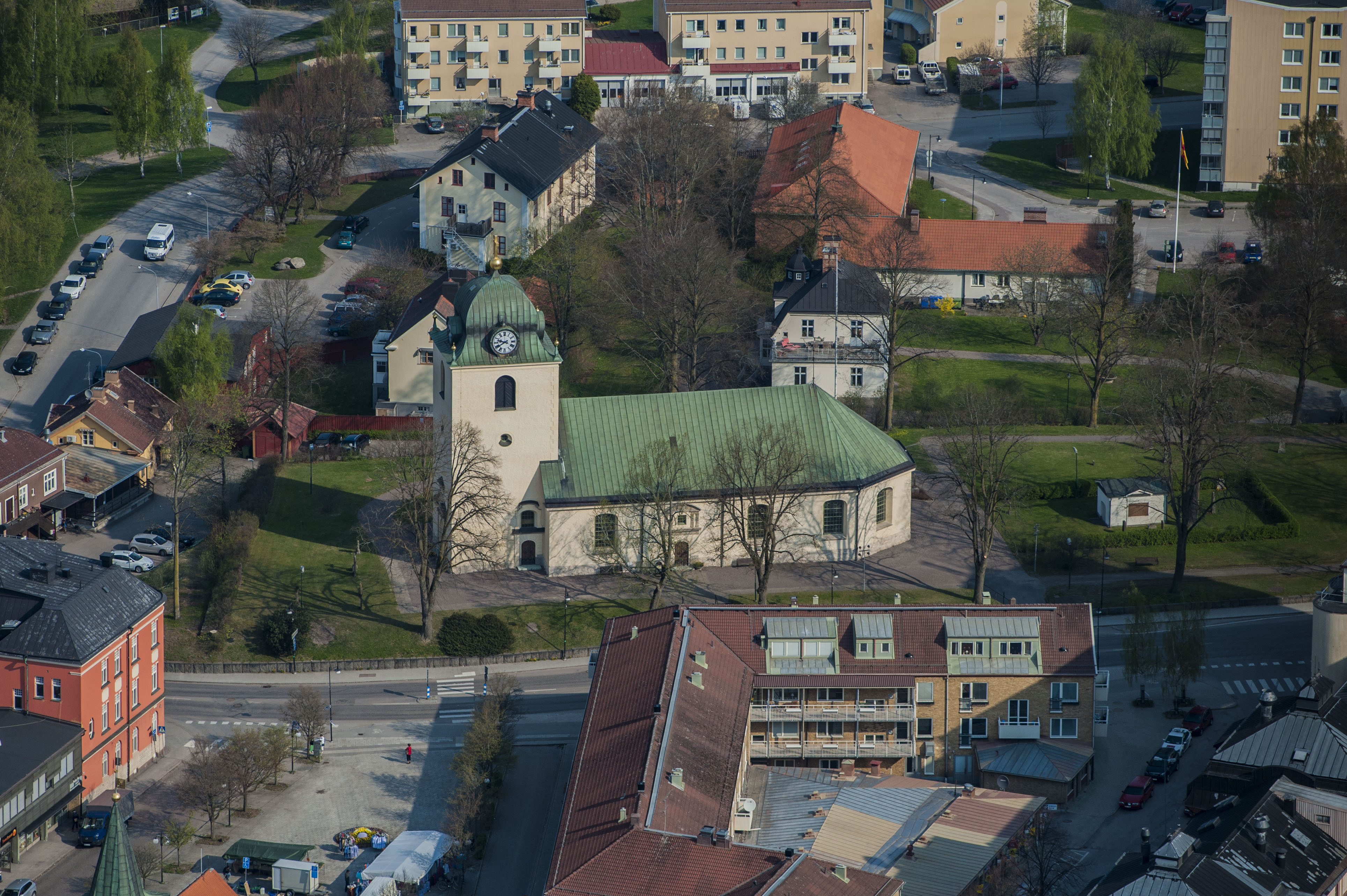
Kyrkan från luften
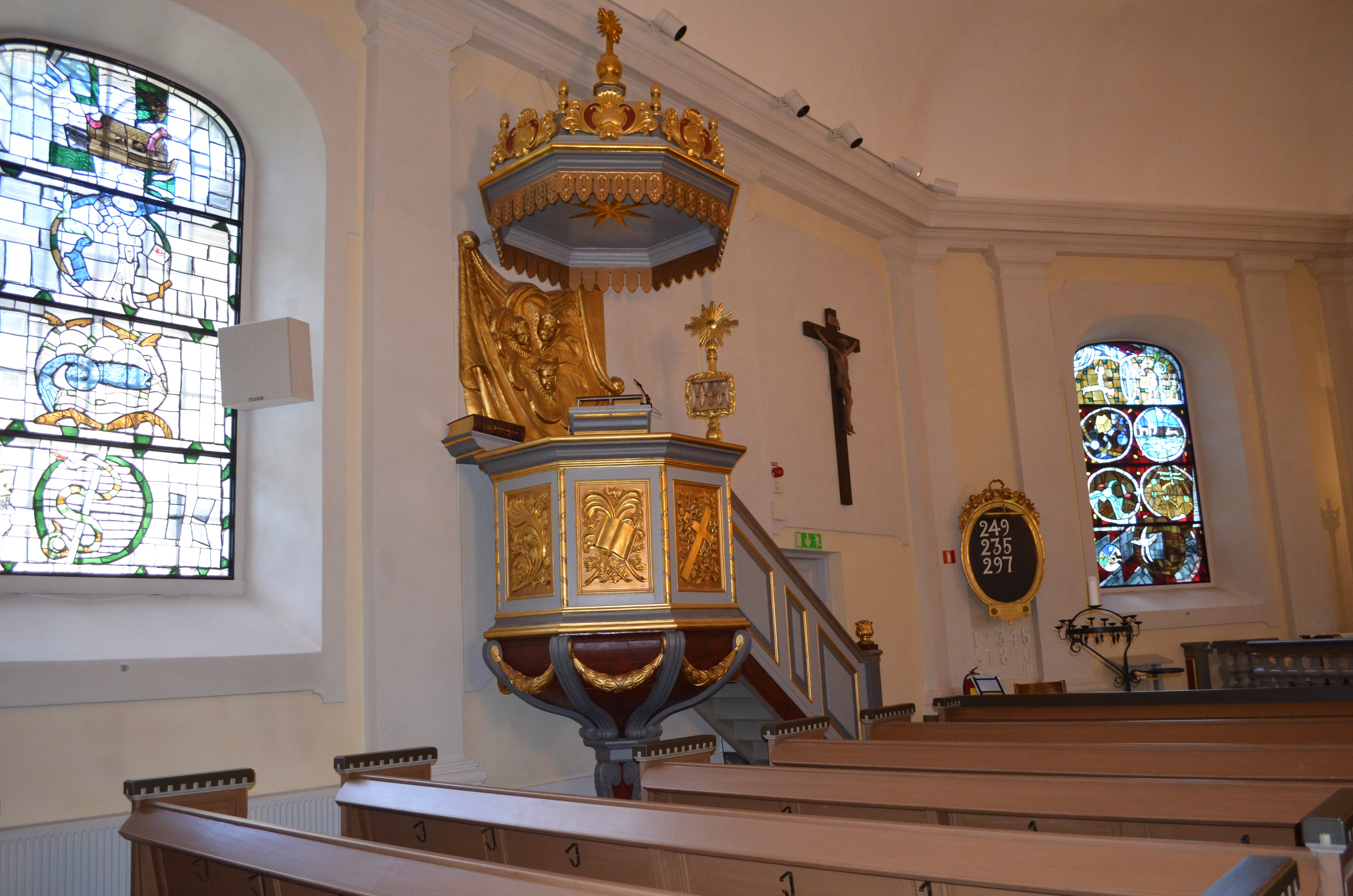
Mjölby kyrkas predikstol.
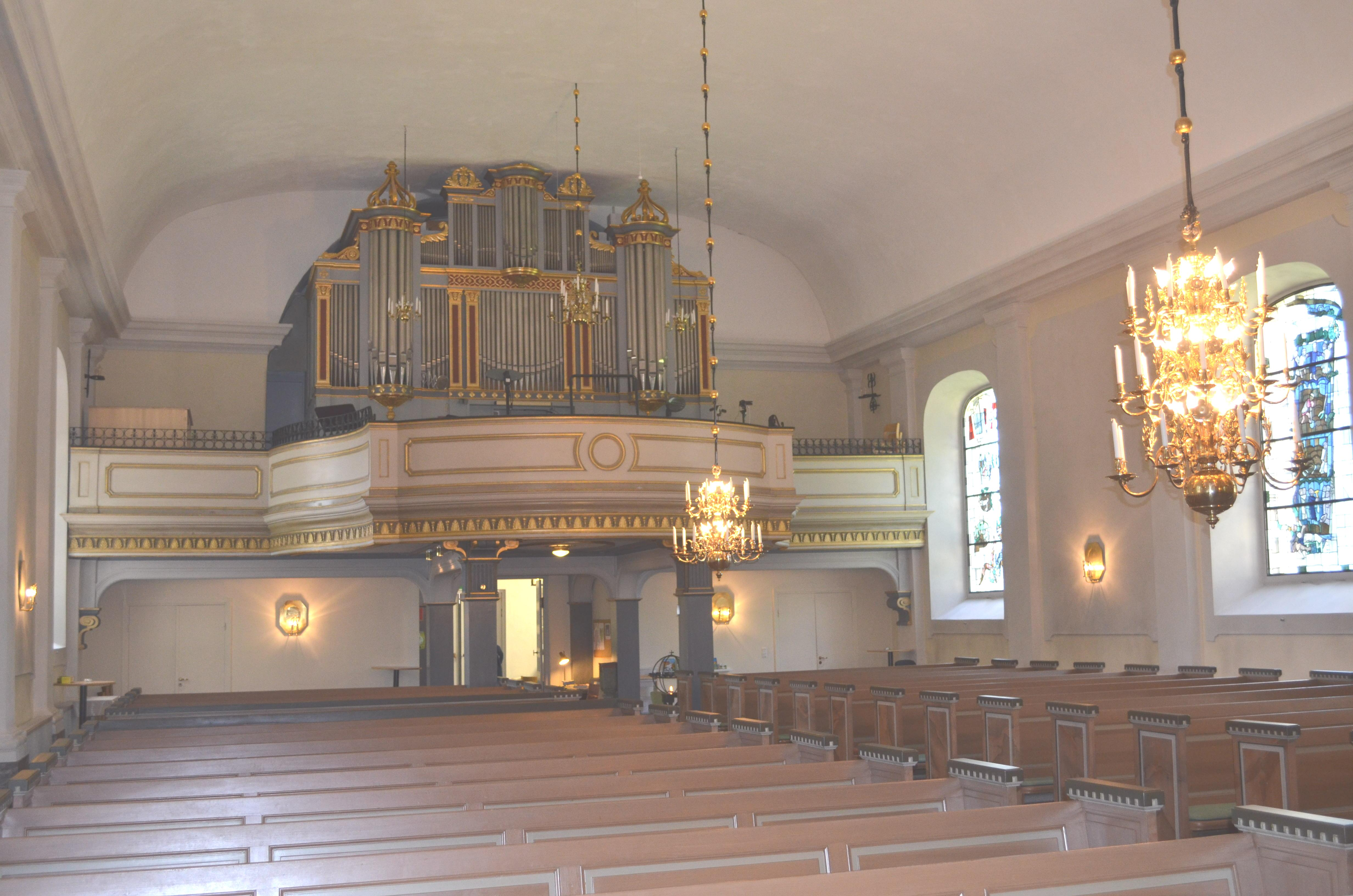
Mjölby kyrkas orgelläktare
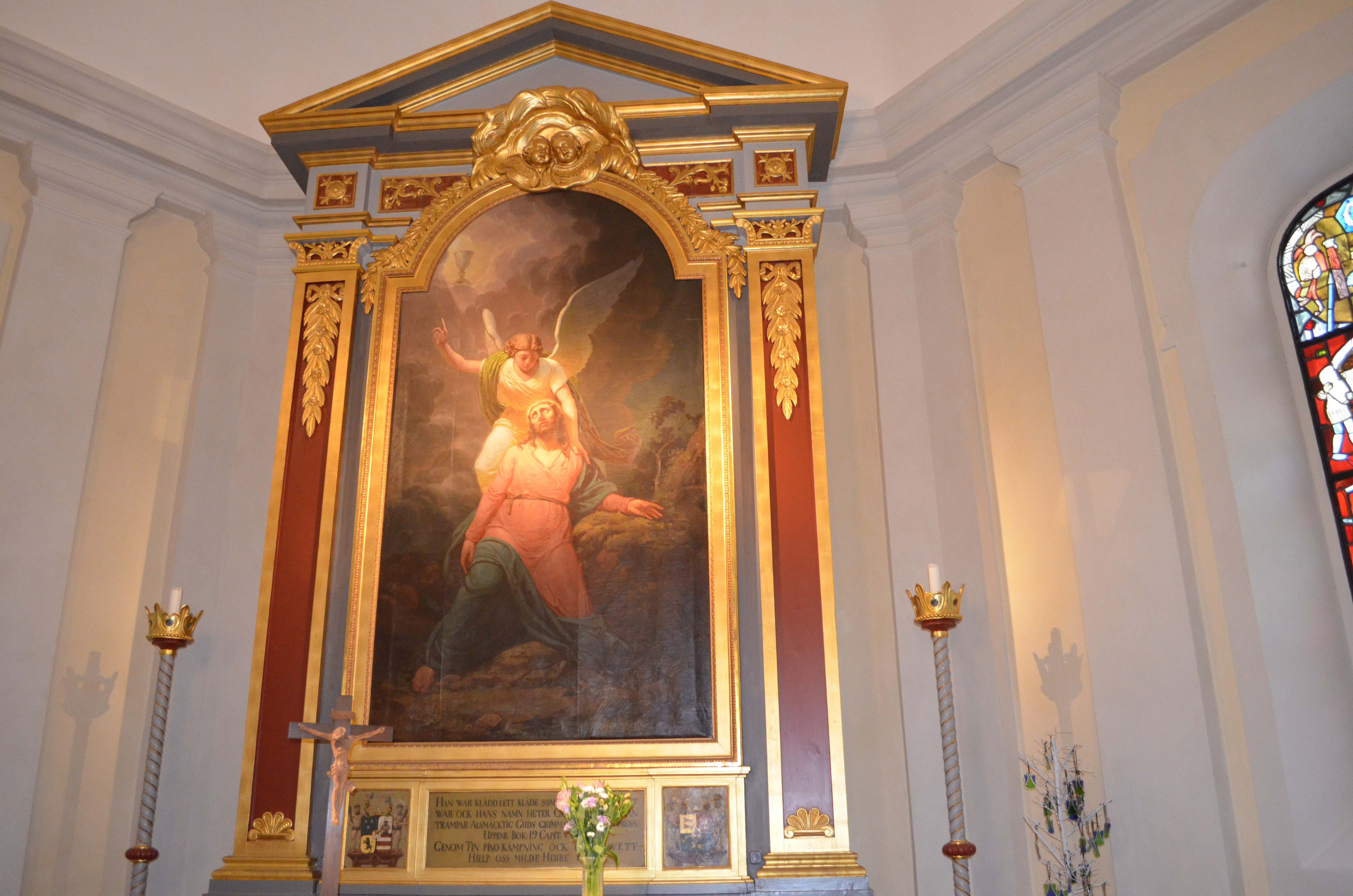
Mjölby kyrkas altartavla
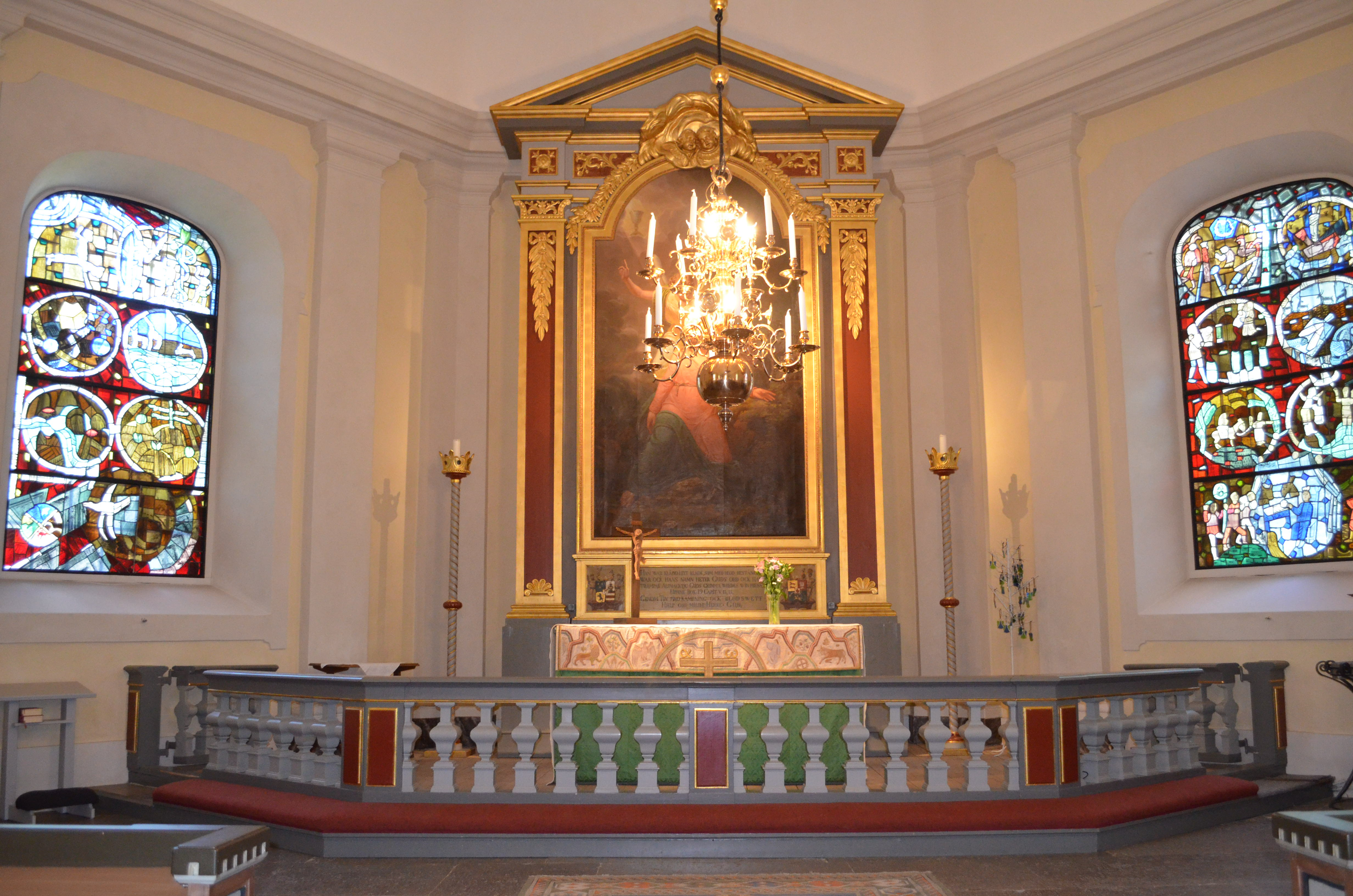
Mjölby kyrkas altare

### Fotnoter
1. 1 2  ”Mjölby kyrka”. www.svenskakyrkan.se. https://www.svenskakyrkan.se/folkungabygden/mjolby-kyrka. Läst 9 oktober 2021.
2. ↑  Per Svae, Professor Crodels glasmålningar i Mjölby kyrka, på Mjölby kyrkoråds uppdrag; Bengt Cnattingius, Mjölby kyrka, Linköping 1969.
3. 1 2 3 4 5 6 7 8 9 10 11 12 13 14 15 16 17 18 19 20  Cnattingius, Bengt (1989). Mjölby kyrka. Linköpings stifts kyrkor. Vifolka-Valkebo kontrakt ; 7 (2. uppl.). Linköping: Linköpings stifts kyrkobeskrivningskomm. Libris 7677082. ISBN 91-7962-021-3
4. ↑  Abrahamsson Hülpers, Abraham (1773). Historisk Afhandling om Musik och Instrumenter särdeles om Orgwerks Inrättningen i Allmänhet jemte Kort Beskrifning öfwer Orgwerken i Swerige. Västerås: Johan Laurentius Horrn. sid. 266. Libris 2413220
5. 1 2  Sten-Åke Carlsson & Tore Johansson, red (1990). Inventarium över svenska orglar: 1989:II, Linköpings stift, Visby stift. Tostared: Förlag Svenska orglar. Libris 4108784
6. ↑  ”Mjölby, Mjölby kyrka”. Linköpings stifts orgelinventering. Linköpings stift, Svenska kyrkan och Föreningen för Göteborgs internationella orgelakademi, Göteborgs universitet. https://orgeldatabas.gu.se/webgoart/goart/go_pub.php?p=35&u=1&f=334&l=sv&sectsel=detail&id_nr=8421. Läst 20 oktober 2020.
7. ↑  ”Mjölby, Mjölby kyrka”. Linköpings stifts orgelinventering. Linköpings stift, Svenska kyrkan och Föreningen för Göteborgs internationella orgelakademi, Göteborgs universitet. https://orgeldatabas.gu.se/webgoart/goart/go_pub.php?p=35&u=1&f=334&l=sv&sectsel=detail&id_nr=8422. Läst 20 oktober 2020.

- Wikimedia Commons har media som rör Mjölby kyrka.